# Kattia Núñez Montero
Kattia Rebeca Núñez Montero (Santa Cruz, Turrialba, 28 de septiembre de 1992) es una biotecnóloga y científica costarricense.

## Educación
Kattia Núñez es proveniente de Santa Cruz de Turrialba. Fue estudiante hasta los 12 años de la escuela de Santa Rosa ubicada en la provincia de Cartago, luego pasaría a formar sus estudios de la secundaría en el colegio Experimental Bilingüe de Turrialba y en el Colegio Científico de Cartago donde culminaría sus estudios de bachillerato secundario. Esto da una ayuda a Kattia, quien entra al Instituto Tecnológico de Costa Rica (ITCR) a estudiar Biotecnología justo el año luego de graduarse del colegio. Recibe una beca para su educación superior y entonces continua sus estudios a los 19 años en el Instituto Pasteur ubicado en París, Francia.
En el año 2017 Kattia recibe una beca para realizar sus estudios de doctorado en la Universidad de La Frontera ubicada en el país suramericano de Chile.

## Profesión
Desde el 2015 labora como profesora e investigadora en la escuela de biología del ITCR. Sus publicaciones incluyen ámbitos para encontrar nuevas bacterias y patógenos resistentes en Antártica, con orientación a aplicaciones biotecnológicas en general.

## Actividad científica

### Listeria costaricensis
Kattia Núñez junto a Johnny Peraza fueron los principales responsables en una investigación que llevó al descubrimiento de la bacteria Listeria costaricensis, nombrada debido a su país de origen. Este avance fue un trabajo en conjunto del Instituto Tecnológico de Costa Rica junto con el Instituto Pasteur. Fue descubierta por muestras tomadas de drenajes industriales en la provincia de Alajuela, ubicada en Costa Rica en el año 2015. Como familia Listeria provoca enfermedades importantes, la mayoría relacionadas con envenenamiento de alimentos, existe potencial para dirigir nuevo conocimiento en esta área. El comportamiento de esta especie específica indica ser inofensiva al cuerpo humano. La publicación se dio por medio de la revista Internacional Journal of Systematic and Evolutionary Microbiology en marzo del 2018.
Núñez Montero et al encontraron esta especie por medio de un análisis de ARN en el que no se pudo referenciar con ninguna otra conocida en la literatura, pero con suficientes características en común para asociarla a Listeria. Posteriormente se catalogó e introdujo en el DSMZ de Alemania.

### Microorganismos extremófilos
Durante el 2018 mantuvo su investigación orientada a bacterias habitantes del continente antártico. Mostró el potencial que estas tienen para desarrollar nuevos compuestos antimicrobianos, los cuales se han visto reducidos debido a la resistencia de algunas bacterias a antibióticos. La recopilación se centró en los tipos de organismos bacteriales con capacidad para adaptarse a ambientes extremos. Participó en experimentos realizados en proteobacterias, cianobacterias y firmicutes, dirigidos a la identificación de nuevas moléculas antibióticas con aplicaciones potenciales en biotecnología, así como extendiendo el entendimiento científico de los ambientes y organismos biológicos polares.

### Identificación de una colección de microalgas aisladas de Costa Rica

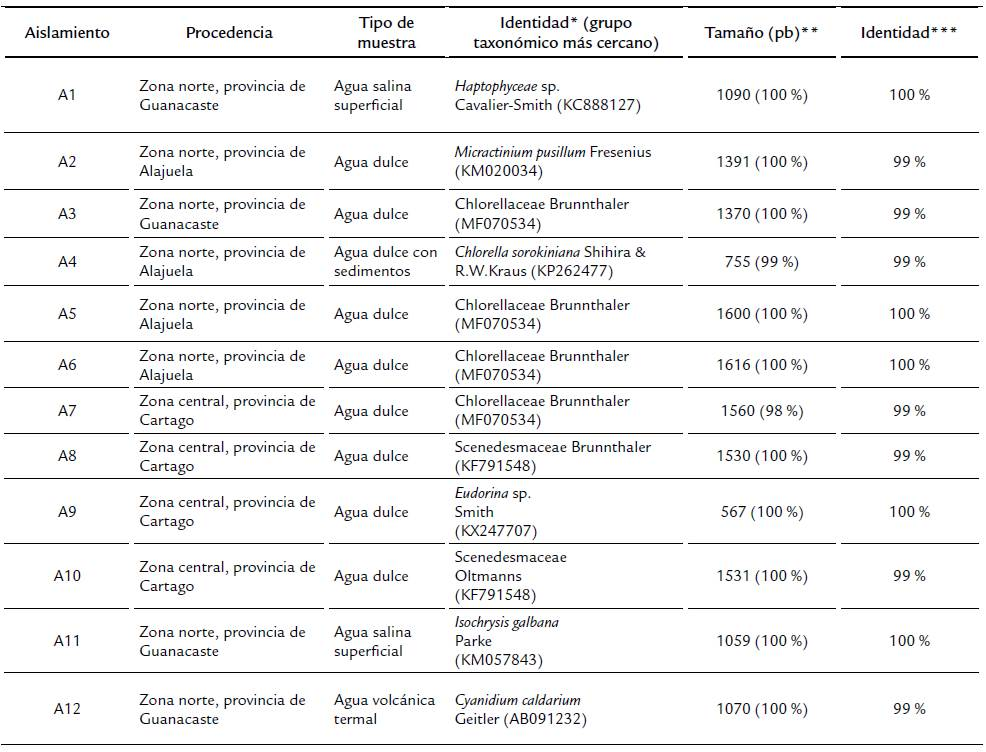
Doce cepas de microalgas identificadas por Núñez Montero et al.

En el 2018, Kattia Núñez publicó junto con otros tres colaboradores del ITCR, una identificación de una colección de microalgas aisladas en Costa Rica mediante secuenciación de ADNr 18s.
Se ha reconocido el potencial de estas microalgas para aplicaciones biotecnológicas, por lo cual se han buscado nuevas formas de identificar diferentes cepas. El equipo de Núñez Montero utilizó biología molecular para analizar el gen ADNr 18S de 12 cepas microalgales aisladas de diferentes regiones de Costa Rica. Este estudio logró por primera vez en Costa Rica la identificación de microalgas mediante este método. Las 12 cepas aisladas presentaron ser de 6 clases diferentes.

## Reconocimientos
Recibió el premio al XIII Concurso de Fondo de Apoyo a Tesis de Postgrado en Temas Antárticos del Instituto Antártico Chileno junto a Mónica Núñez Flores, Francisca Gálvez Hernández y Mariana Montanares Oyarce por su trabajo en propiedades antimicrobianas de bacterias antárticas.
En octubre del 2019 ganó el premio a la mejor exposición en formato póster por su trabajo titulado “Elicitación de metabolitos secundarios en bacterias antárticas para la producción de compuestos con actividad antimicrobiana” en el IX Congreso Chileno de Investigaciones Antárticas.